# Dedovichsky (huyện)
Huyện Dedovichsky (tiếng Nga: ? райо́н) là một huyện hành chính tự quản (raion), của Tỉnh Pskov, Nga. Huyện có diện tích 2129 km², dân số thời điểm ngày 1 tháng 1 năm 2000 là 19100 người. Trung tâm của huyện đóng ở Dedovichi.